# Kilishi
Kilishi je africký pokrm, typický pro kmen Hausů. Je rozšířen především v Nigérii (hlavně v severní Nigérii), v Nigeru a Čadu. Jedná se o variantu sušeného masa.

## Popis
Jedná se o velké pláty sušeného masa (často i metr dlouhé). Kilishi se vyrábí obvykle z hovězího, skopového nebo kozího masa, které je vykostěno a nasekáno na velké pláty. Obvykle se maso před sušením ještě namočeno do pasty zvané labu která se skládá z arašídů, vody, koření, soli a cibule. Někdy bývá labu i oslazené, obvykle se jako sladidlo používá med nebo datle.
Výhodou kilishi je že se může skladovat měsíce, aniž by se nějak zvlášť změnila jeho chuť.

## Galerie

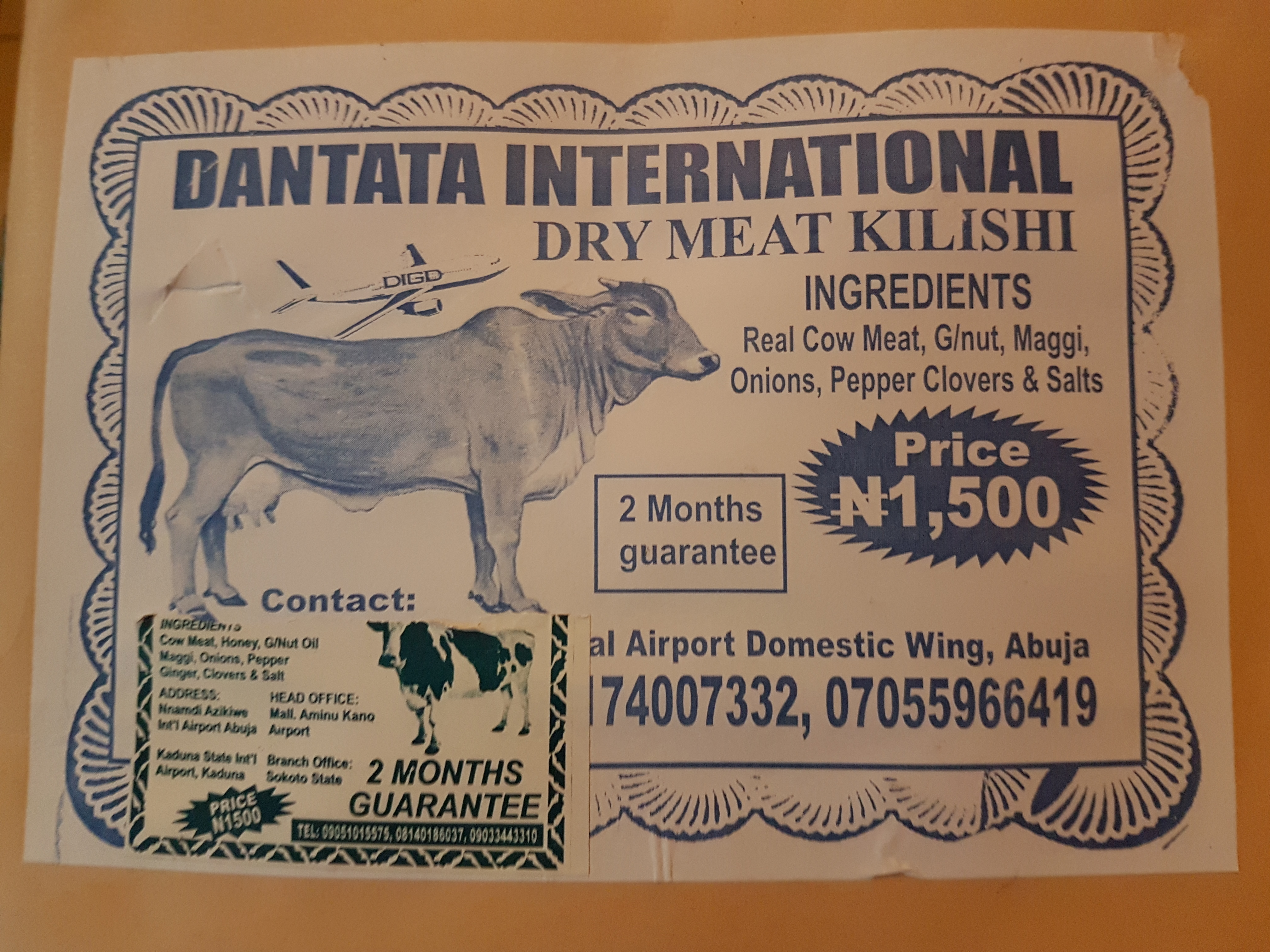
Balení kilishi
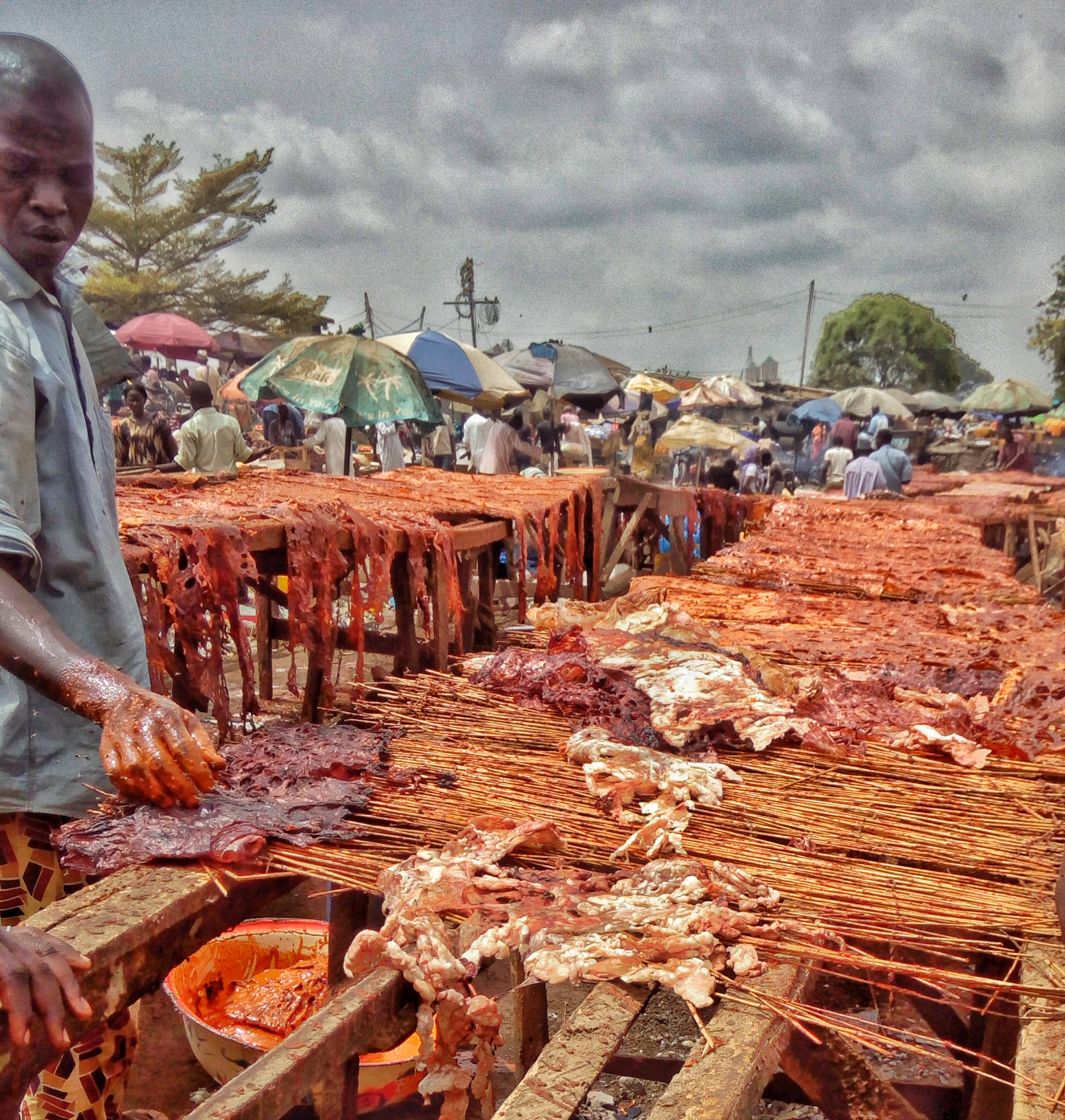
Příprava kilishi
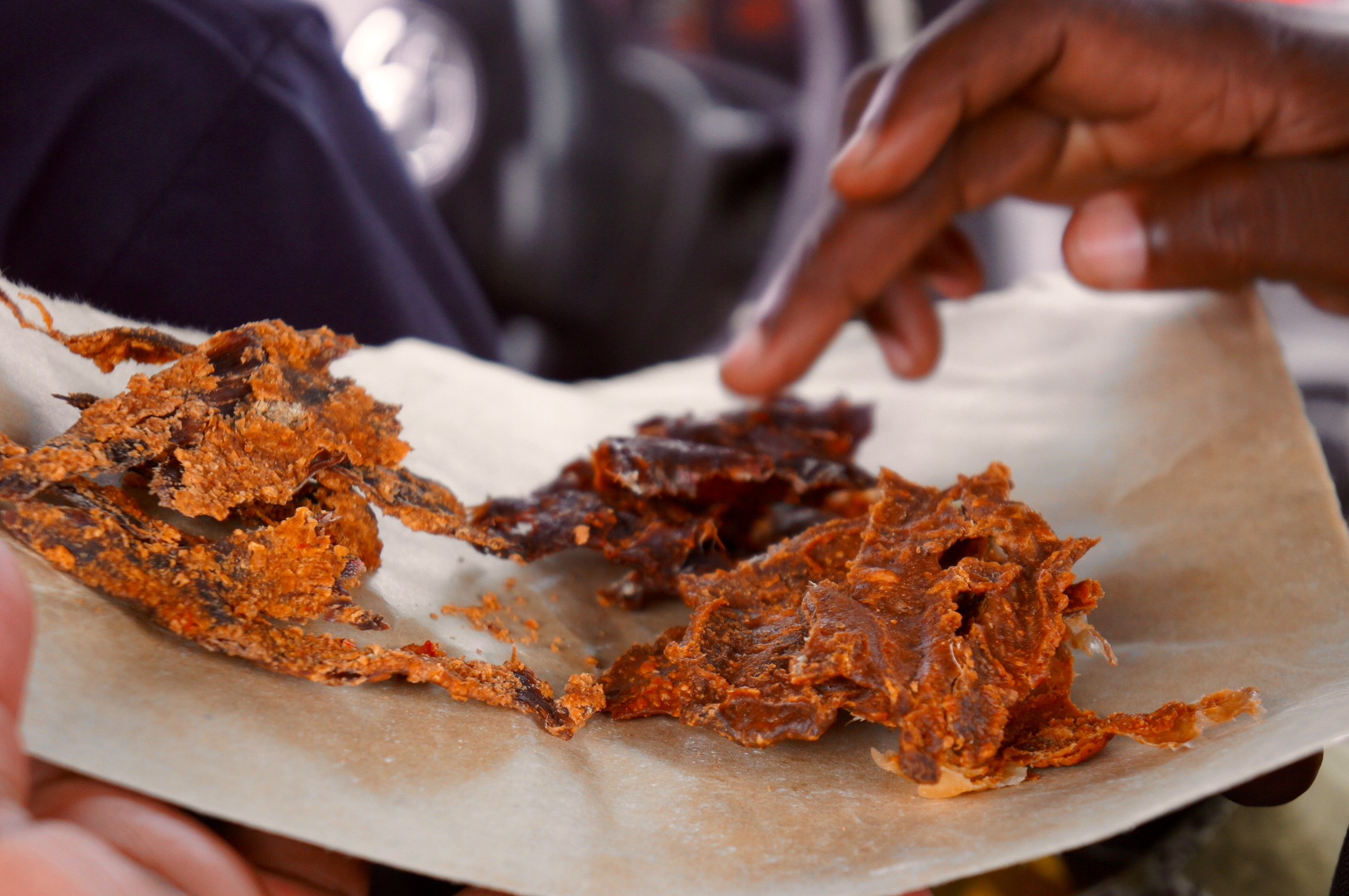
Hovězí kilishi
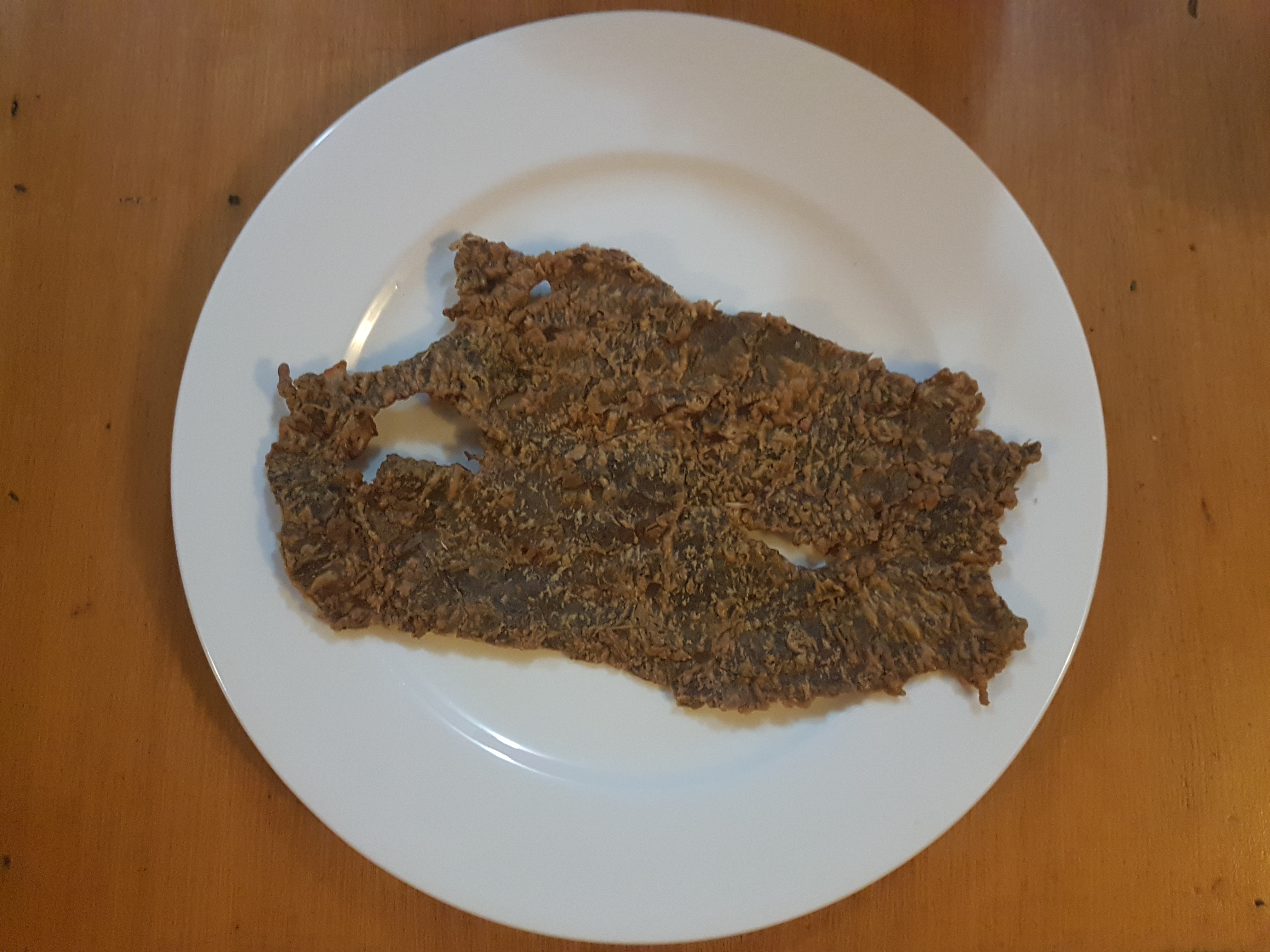
Velbloudí kilishi
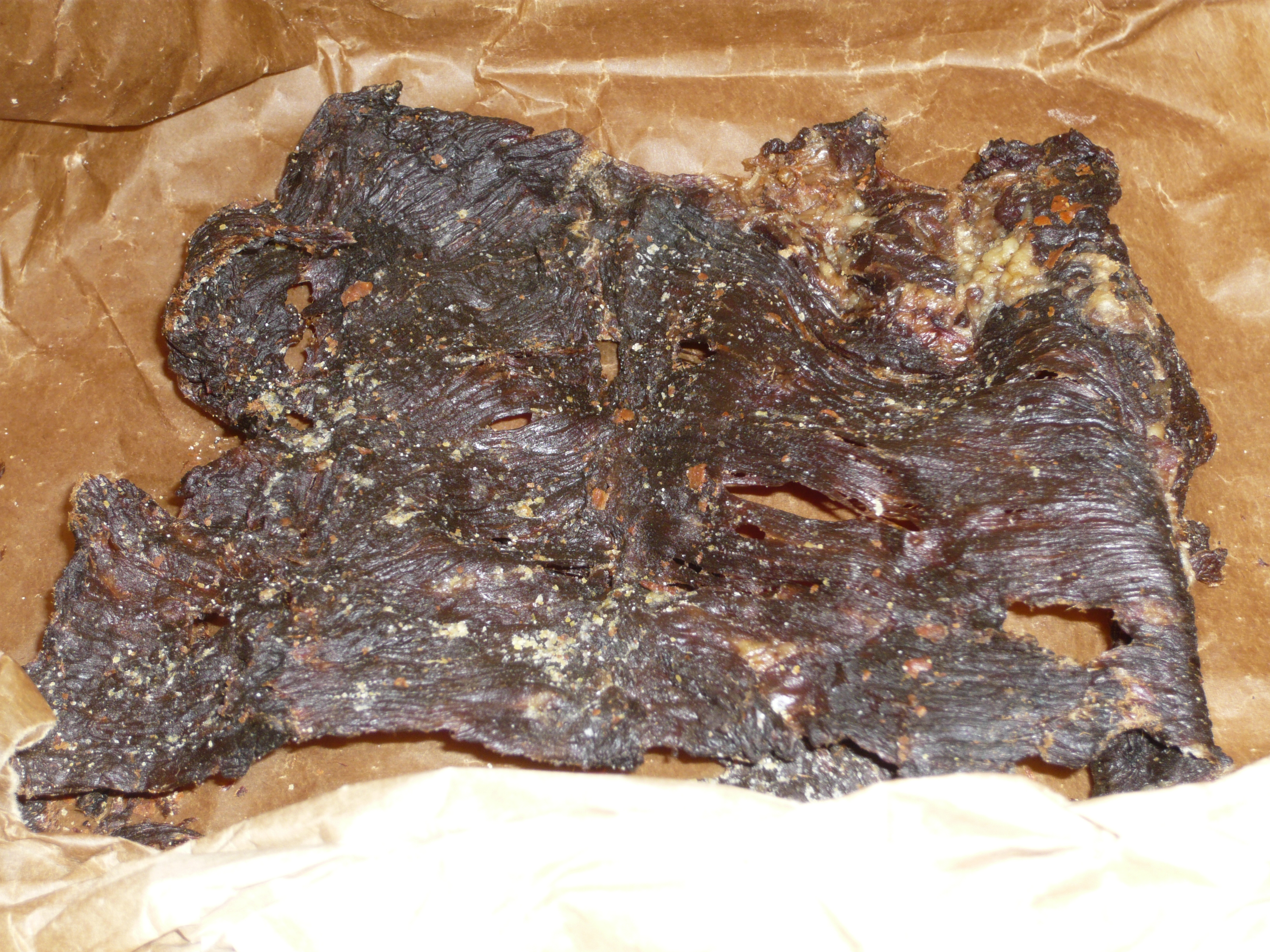
Nigerské klishi